# Демянск
Демянск (на руски: Демянск) е селище от градски тип в Русия, административен център на Демянски район, Новгородска област. Населението му към 1 януари 2018 година е 4348 души.